# Acelerador

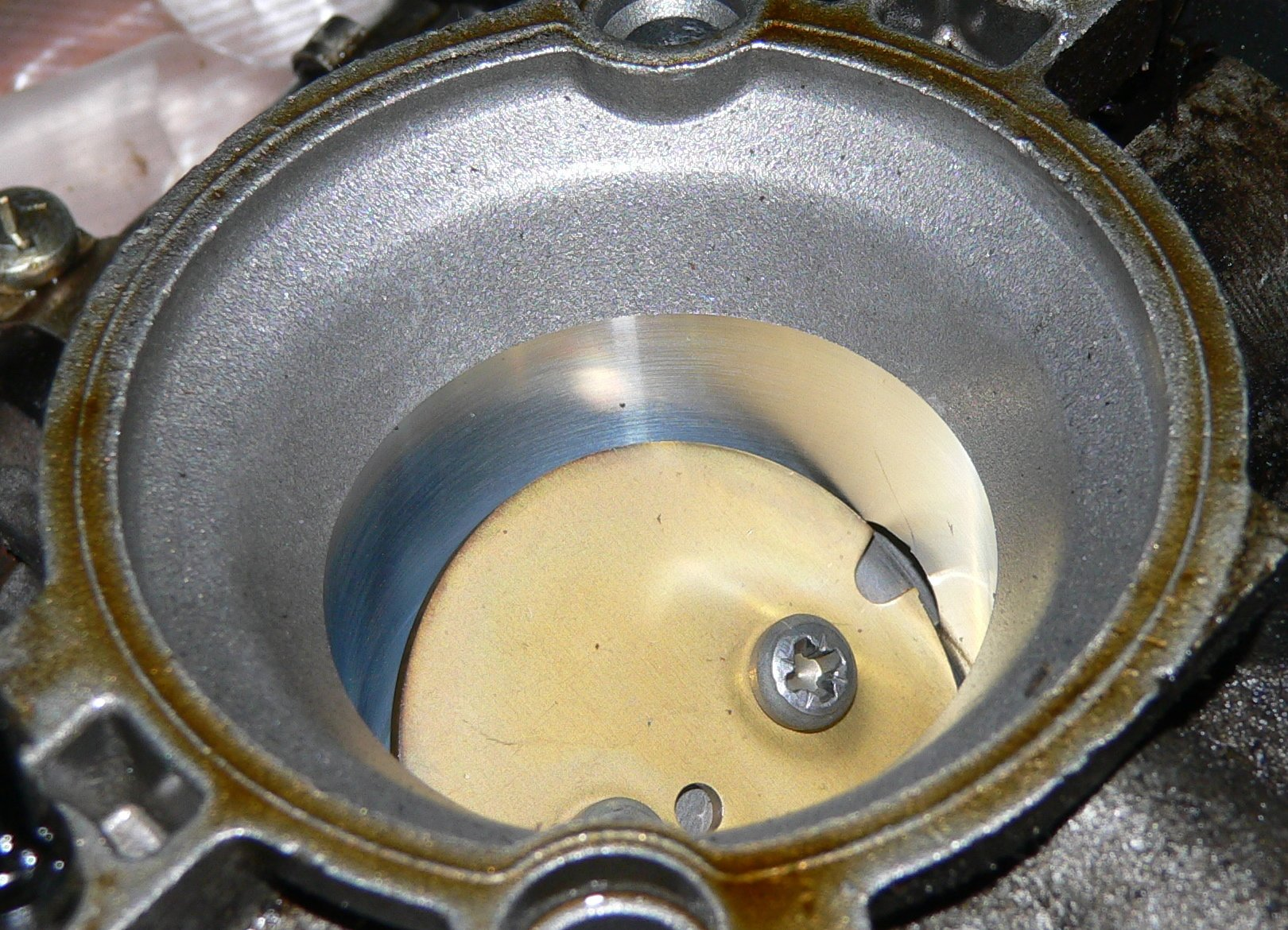
Válvula de mariposa del acelerador de un motor Otto.

El acelerador es un mecanismo usado en los motores de combustión interna de ciclo Otto mediante el cual se regula el flujo de la mezcla aire/combustible en el caso de motores de carburador o del aire en los motores de inyección de combustible  por medio de constricción y obstrucción del conducto de admisión.

## Funcionamiento
La variación en el llenado del cilindro que se obtiene de esta manera, permite regular la masa de mezcla introducida en el cilindro en el proceso de renovación de la carga del mismo. Esta variable determina, por tanto, la fuerza de la carrera de expansión y, finalmente, el par motor en cada ciclo útil.  Es decir, esta regulación de la cantidad de gas combustible admitido en cada ciclo nos permite ajustar el par motor a la carga motor.
Esto quiere decir que, teniendo diferentes condiciones de carga y el mismo régimen, por ejemplo, subiendo una cuesta a 3000 rpm y bajando la misma cuesta a las mismas 3000 rpm, la diferente posición de la mariposa nos permite ajustar el llenado del cilindro y, por tanto, la fuerza de la combustión, con el mismo régimen, manteniendo siempre la proporción aire combustible o factor lambda.
Como la potencia de un motor es igual al par multiplicado por el régimen motor (rpm), se puede incrementar o disminuir ésta mediante la restricción de gases para la mezcla aire/combustible. El término acelerador hace referencia, de forma incorrecta e informal, a cualquier mecanismo mediante el cual se regula la potencia o velocidad de un motor.
En el motor diésel no existe este mecanismo de restricción; se dosifica en su lugar el caudal de combustible (gasóleo o gasoil) mediante una bomba inyectora o inyectores de mando electrónico.

## Motores de combustión interna de ciclo Otto

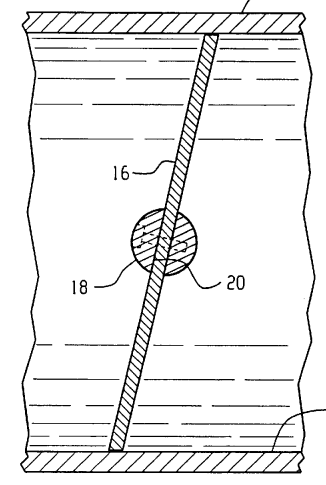
Vista en sección transversal de una válvula de mariposa.

En un motor de combustión de gasolina, la mariposa está formada por una válvula que regula directamente la cantidad de mezcla aire/combustible en los motores de carburador o de aire entrante al motor en los motores de inyección de combustible  , controlando de esta forma la fuerza de la combustión en cada ciclo a través del control del llenado del cilindro, en el proceso de renovación de la carga. 
Esto se ha de hacer manteniendo siempre un factor aire/combustible (factor lambda) relativamente constante. En un vehículo de motor, el control del que hace uso el conductor para regular la potencia se denomina pedal de aceleración o acelerador.
El acelerador en el motor de ciclo Otto es normalmente una válvula de mariposa. En un motor de inyección de combustible,  esta válvula está alojada en el colector de admisión. En un motor por carburador, la válvula se encuentra en la base del mismo, es decir, en la brida de unión del carburador al colector de admisión.
Cuando el acelerador está abierto a tope, el colector entrante está, normalmente, a presión atmosférica ambiente. Cuando el acelerador está parcialmente cerrado, entonces se crea un vacío en el colector y la presión de entrada es menor que la presión ambiente.
Normalmente, la válvula del acelerador está mecánicamente unida al pedal o a una palanca. En vehículos con control electrónico del acelerador, este está controlado electrónicamente por la centralita electrónica del motor, permitiendo así ajustar con mayor precisión la dosificación aire/combustible.

## Motores diésel
Debido a que los motores diésel se basan en el principio de ignición por compresión, no hay necesidad de controlar los volúmenes de aire o la mezcla. Por ello no disponen de una válvula de mariposa en la admisión. El par del motor se regula controlando la cantidad de combustible que es inyectado en el cilindro.

## Aspectos medioambientales
La regulación del acelerador también es un mecanismo para controlar las emisiones a la salida del motor. En muchos de los motores de gasolina actuales se usa una mariposa electrónica eliminando el antiguo cable acelerador.
La operación del acelerador por medio del pedal del mismo, también resulta en un incremento de las emisiones sonoras del motor. A velocidades reducidas, este sonido se manifiesta claramente frente a altas velocidades en las que el sonido de los neumáticos y de la aerodinámica son más significantes.

## Otros motores
Algunos motores tienen algún tipo de control del acelerador, pero la forma en la que se regula la potencia es a menudo dispar.
La potencia de los cohetes de combustibles líquidos se controla por medio de la regulación de las bombas que envían el combustible y el oxidante a la cámara de combustión. Los cohetes de combustible sólido son más difíciles de controlar pero algunos cuentan con mecanismos para ello.
En un motor a reacción las prestaciones del motor también son directamente controladas alterando la cantidad de combustible que fluye en la cámara de combustión normalmente por medio de un acelerador automático.